# Église en bois de la Sainte-Trinité de Selevac
Pour les articles homonymes, voir Église de la Sainte-Trinité.
L'église en bois de la Sainte-Trinité de Selevac (en serbe cyrillique : Црква брвнара Свете Тројице у Селевцу ; en serbe latin : Crkva brvnara Svete Trojice u Selevcu) est une église orthodoxe serbe située à Selevac, dans le district de Podunavlje et dans la municipalité de Smederevska Palanka en Serbie. Elle est inscrite sur la liste des monuments culturels de grande importance de la république de Serbie (identifiant no SK 612).

## Présentation

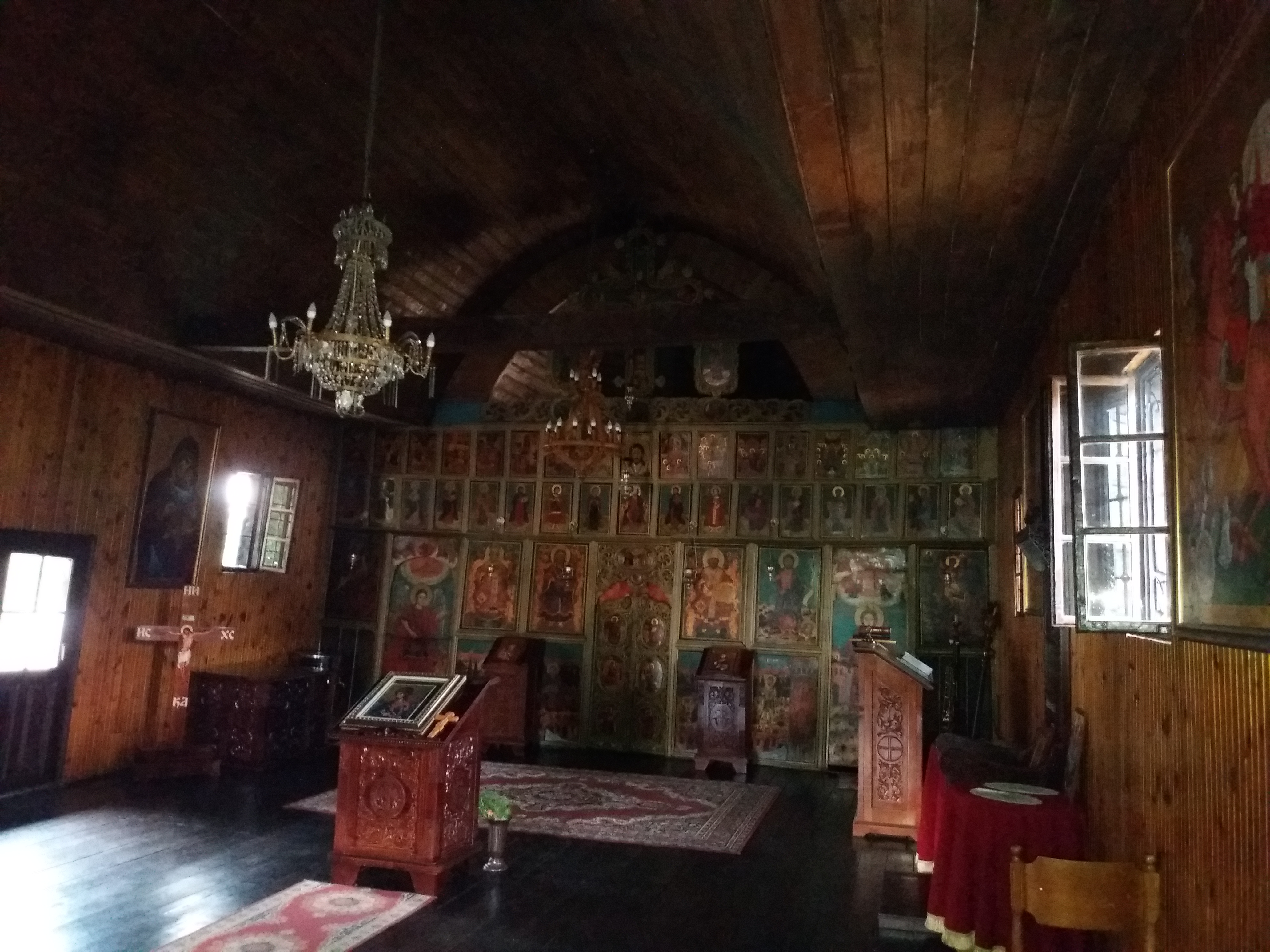
L'intérieur de l'église, avec l'iconostase.

L'église a été construite entre 1827 et 1832 à l'époque du prince Miloš Obrenović à l'initiative de Stanoje Glavaš. Elle est la plus grande église en bois dotée d'un porche en Serbie.
Elle est constituée d'une nef unique dotée d'une voûte en bois en berceau ; la nef prolongée à l'est par une abside polygonale et précédée par un porche demi-circulaire à l'ouest. Ce porche, aussi large que la nef, en est séparé par un mur en pierres ; il est soutenu par des piliers en bois. L'édifice, qui repose sur un soubassement en pierres, est entièrement construit en bois de chêne. L'église  a préservé son toit d'origine en bardeaux, aujourd'hui recouvert par un toit en tuiles construit au XXe siècle,.
À l'intérieur, l'iconostase, richement ornée et dorée, a été peinte par Janja Moler,, le peintre préféré du prince Miloš. Selon les experts, cette iconostase est la plus représentative de toutes celles ornant les églises en bois de Serbie de cette époque.